# Неолит
Неоли́т (греч. νέος — «новый» + λίθος — «камень») или новый каменный век — период человеческой истории, выделенный Джоном Леббоком в XIX веке как оппозиция палеолиту внутри каменного века. Характерные черты неолита — каменные шлифованные и просверленные орудия.
Разные культуры вступили в этот период развития в разное время. На Ближнем Востоке неолит начался около 9500 лет до н. э. Вступление в неолит приурочивается к переходу культуры от присваивающего (охотники и собиратели) к производящему (земледелие и/или скотоводство) типу хозяйства, а окончание неолита датируется временем появления металлических орудий труда и оружия, то есть началом медного, бронзового или железного века. Поскольку некоторые культуры Америки и Океании до сих пор не вполне перешли из каменного века в железный, неолит не является определённым хронологическим периодом в истории человечества в целом, а характеризует лишь культурные особенности тех или иных народов.
В отличие от палеолита, когда существовало несколько видов людей, все они, кроме последнего, прекратили существование ещё до наступления неолита.

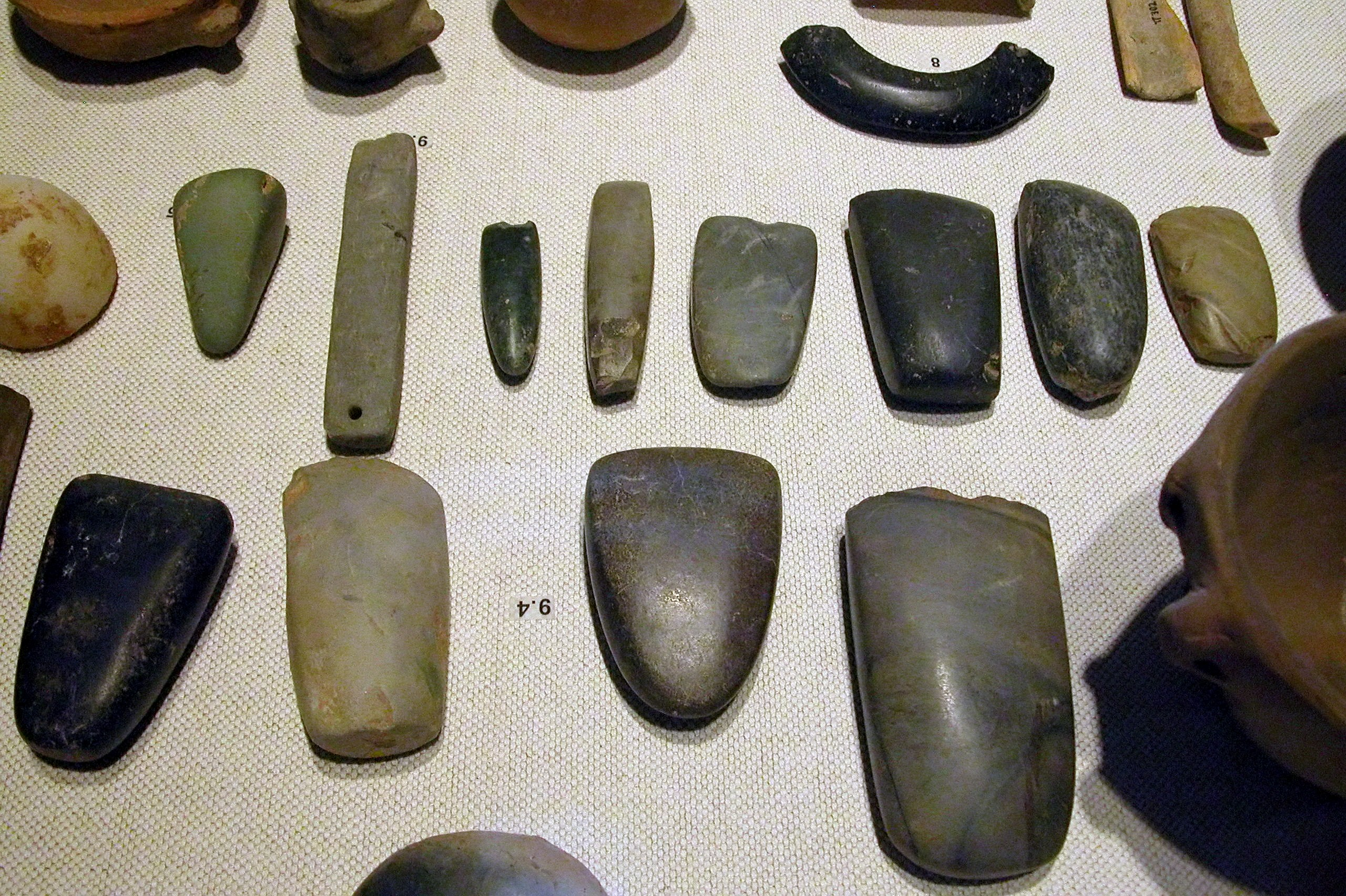
Неолитические артефакты: керамические сосуды, каменный браслет, топоры, зубила, оселок, возможно, тёрочники и песты. Неолитическое македонское поселение в Олинфе

В эту эпоху каменные орудия шлифовались, сверлились, развивались прядение и ткачество. Для неолита лесной зоны рыболовство становится одним из ведущих видов хозяйства. Активное рыболовство способствовало созданию определённых запасов, что в сочетании с охотой на зверя давало возможность жить на одном месте круглый год.
Переход к оседлому образу жизни привёл к появлению керамики. В это время начинают строиться города. Одним из самых древних городов считается Иерихон, построенный одной из первых неолитических культур, развившейся непосредственно из местной предшествующей натуфийской культуры эпохи мезолита. К концу эпохи неолита началось социальное расслоение, разделение труда, формирование первых технологий производства и так далее. Можно сказать, что с эпохой неолита связано начало формирования древних цивилизаций. Стали появляться армии и профессиональные воины.
Историческое изменение, которое произошло при переходе к неолиту, описывается как неолитическая революция (переход от присваивающего хозяйства к производящему). В то же время не все достижения неолита были восприняты разными культурами одновременно. Например, культуры докерамического неолита на Ближнем Востоке ещё не имели глиняной посуды, а раннеяпонская культура Дзёмон очень рано овладела искусством изготовления изделий из керамики, но значительно позже перешла к производящему типу хозяйства и вступила в неолит. Культуры, которые хотя и усвоили отдельные достижения неолита (обычно лишь керамику), но, как Дзёмон, долго сохраняли приверженность охоте и собирательству, называют субнеолитическими.

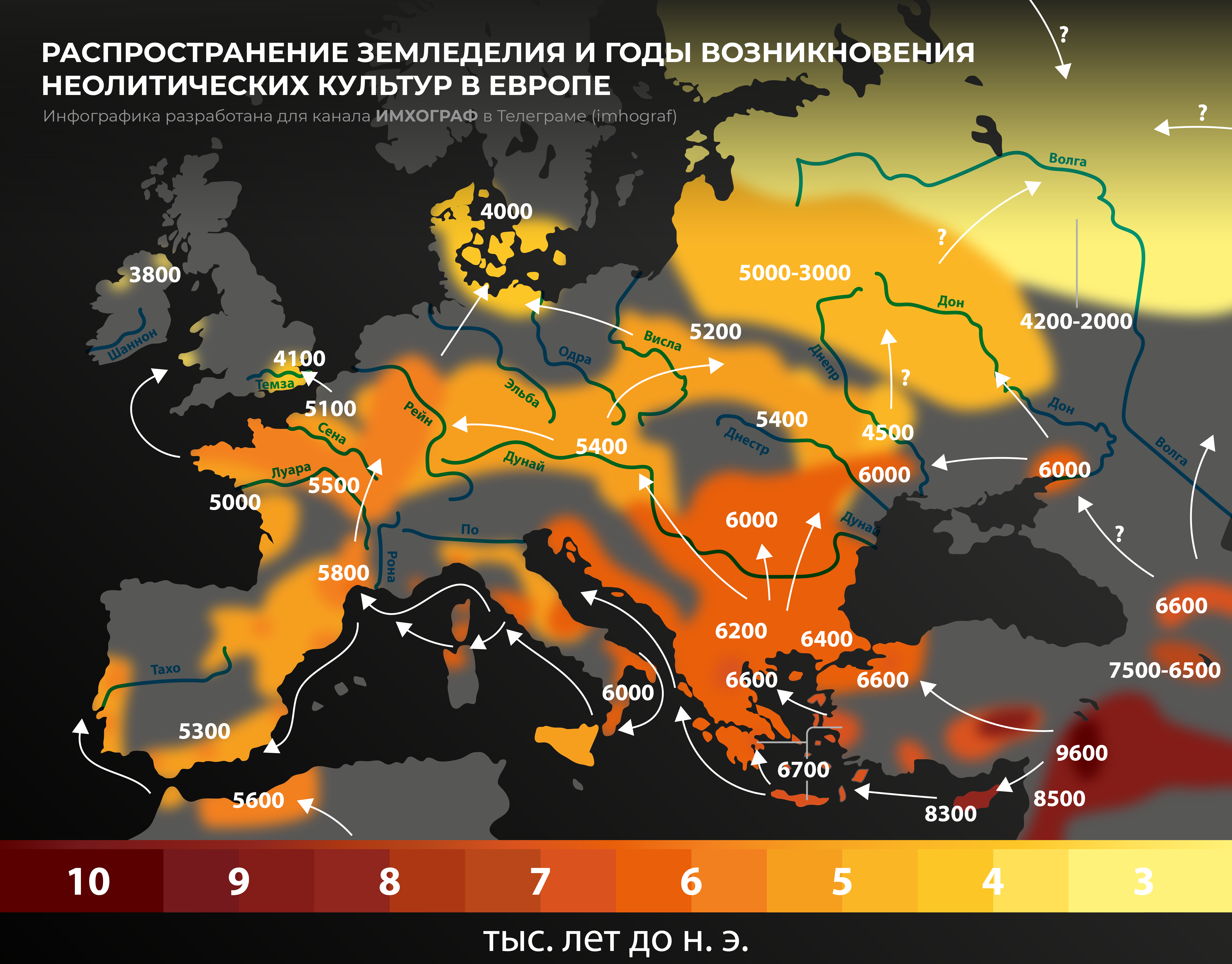
Распространение земледелия из Плодородного полумесяца по территории Европы с датами

## Хозяйство и быт человека в эпоху неолита

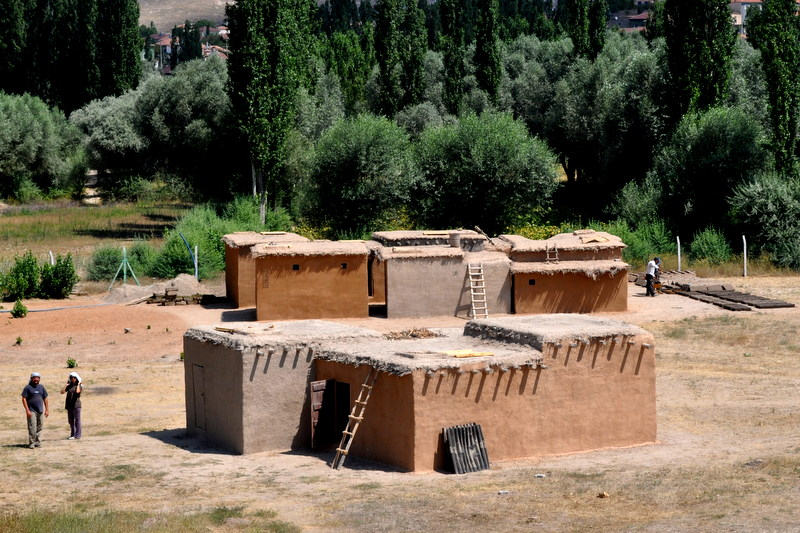
Реконструкции неолитических домов в Ашиклы-Хююк, Турция

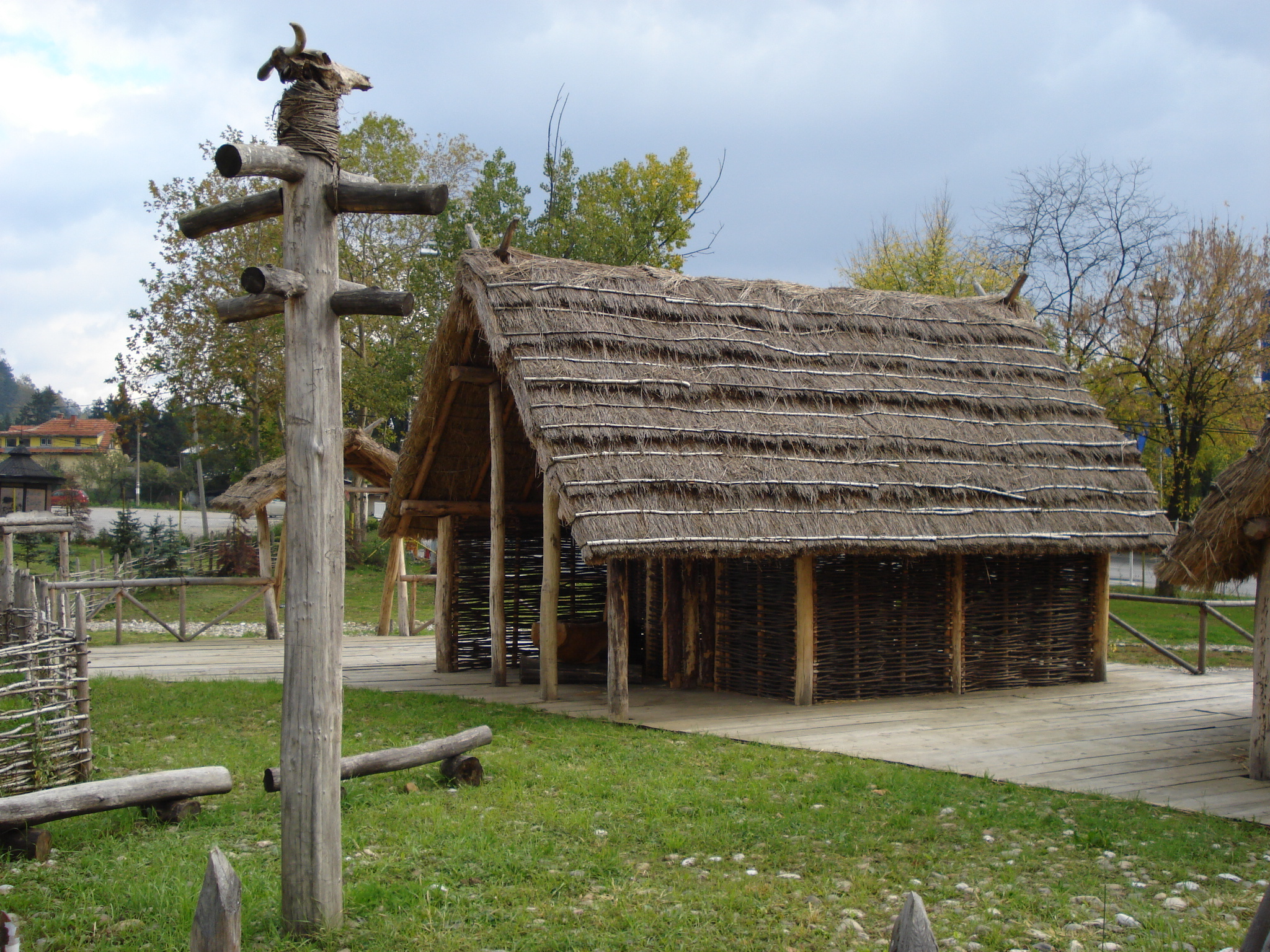
Реконструкция неолитического дома в Тузле, Босния и Герцеговина

Неолитические поселения располагались прежде всего поблизости от мест, обеспечивающих существование людей, — вблизи от рек, где ловили рыбу и охотились, вблизи от полей, где выращивались злаки, если племена уже занимались земледелием. Главной породой камня оставался кремень. С ростом населения и развитием хозяйства возрастало и количество орудий труда. Наиболее простым способом добычи кремня был его сбор на поверхности, чаще всего в речных долинах. Более совершенным, но и более трудоёмким способом была его разработка в шахтах. Так возникли зачатки горного дела. В неолите продолжают преобладать старые приёмы обработки камня: техника двусторонней оббивки, скола, ретушь (нанесением серии мелких сколов).
Вместе с тем появляется также шлифование, пиление и заточка камня. Широко использовались костяные орудия труда. В неолите продолжается совершенствование оружия, появляются крупные наконечники копий, костяные кинжалы, иногда снабжённые кремнёвыми вкладышами. Такое оружие было способно поразить крупного зверя — лося или оленя. Но есть и маленькие кремнёвые наконечники — для охоты на пушных зверей, чтобы не повредить их шкурку. В число важнейших орудий в неолите входит топор, ранее неизвестный. Появляются также каменные долота, стамески, тёсла. Топор помогал строить жилища, загороди, загоны, а также изготавливать плоты, лодки, сани, лыжи. Одним из признаков неолита считается появление керамики. Важным явлением было появление ткачества. Предпосылкой ткачества послужило плетение корзин и изобретение рыболовных сетей. Продолжал развиваться межплеменной обмен. Появившиеся в мезолите фигурки животных и людей стали многочисленнее и разнообразнее. Некоторые фигурки являются подвесками, возможно это амулеты. Часто встречаются бусы из кости, камня, раковин.
В изобразительном искусстве неолита видно пробуждение мысли человека. Людей на планете становится больше. Племена начинают заселять новые пространства и воевать с другими племенами. Противостояние одной человеческой общности другому конгломерату — вот тема искусства нового каменного века. Наскальная живопись становится всё более условной. Это скорее торопливый рассказ, переданный средствами изобразительного искусства. Письменности тогда ещё не было, а пробудившаяся мысль требовала закрепления. Наскальные рисунки, найденные на территории Норвегии, наглядно демонстрируют зарождение абстрактного мышления: нарисованные люди и животные делаются всё более схематичными, появляются условные изображения орудий и оружия, средств передвижения, геометрических фигур.

## Ранний неолит

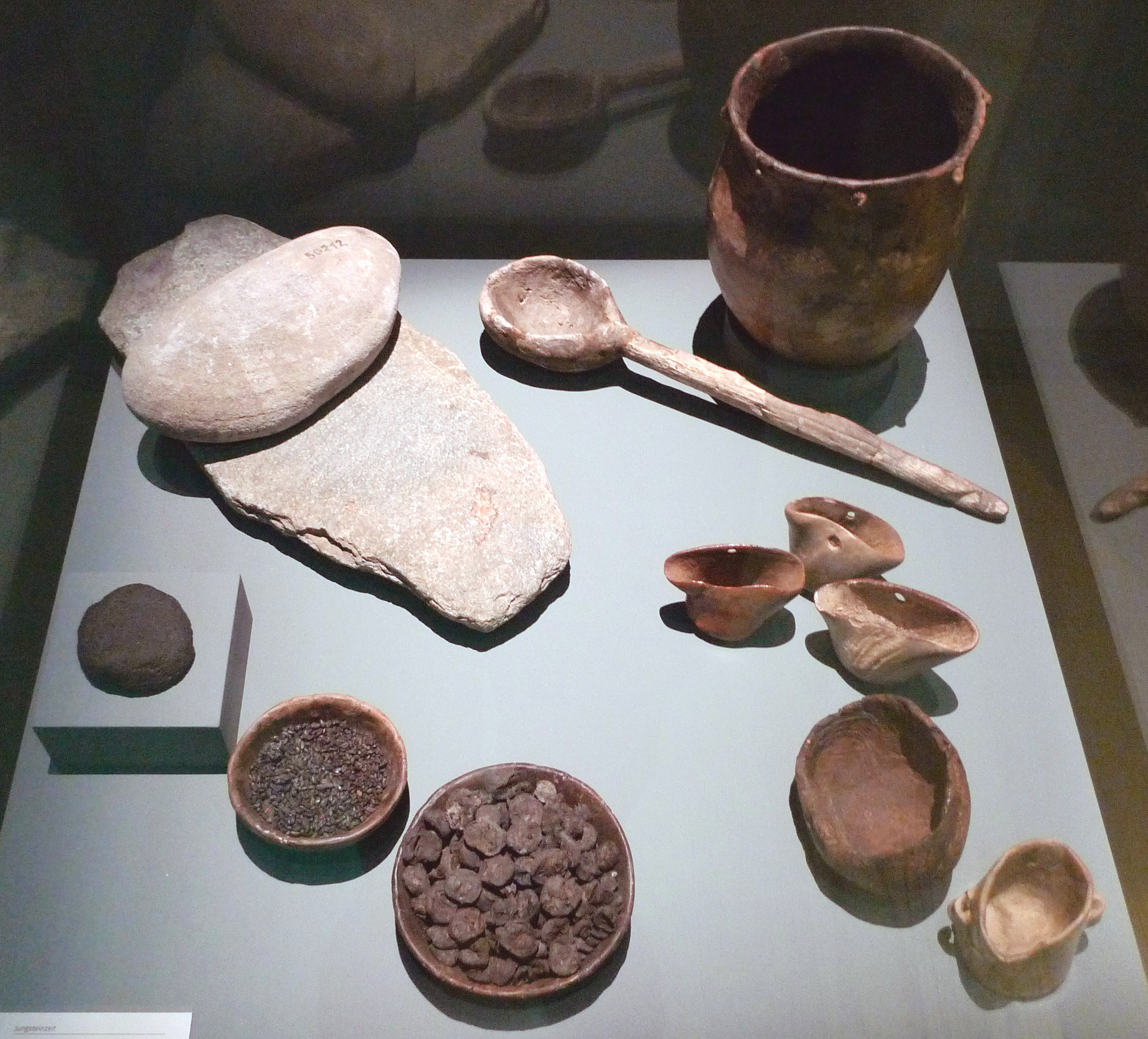
Продукты питания и предметы кулинарии европейского неолита: жернова, обугленный хлеб, зерна и маленькие яблоки, глиняный горшок для приготовления пищи и контейнеры из оленьих рогов и дерева

В ближневосточном центре неолитической революции к раннему неолиту относятся культуры докерамического неолита, существовавшие до кризиса 6200 г. до н. э. Керамика раньше всего появляется в селениях Чатал-Гуюк, Джармо, Хаджилар.
В южной Азии (Пакистан) существовала неолитическая культура Мергарх.
В дальневосточном центре неолитической революции к этому периоду относятся культуры Пэнтоушань и Пэйлиган. Одновременно с ними существовали субнеолитические культуры Дзёмон, в рамках которой была изобретена керамическая посуда, и Хоа Бин, с которой ассоциируют одомашнивание ряда садово-огородных растений.
В Европе неолитические общины в эту эпоху имеются только в Греции (Франхти). Керамика же появляется в этот период в Восточной Европе (елшанская субнеолитическая культура). Как и в остальных регионах мира, где неолитическая революция происходила позже, чем в двух самых ранних центрах, указанных выше, ранним неолитом здесь считают период перехода к производящей экономике, который хронологически не совпадает с ранним неолитом Ближнего и Дальнего Востока. Например, в центральной Европе на ранний неолит приходится период расцвета старчево-кришской и буго-днестровской культур (6000—5500 гг. до н. э.).

## Средний неолит
- Центральная Европа — культура линейно-ленточной керамики
- Китай — культура Яншао

## Поздний неолит
- Саньсиндуй — территория Китая